# Demi Lovato: Live: Walmart Soundcheck CD+DVD
Demi Lovato: Live: Walmart Soundcheck CD + DVD je první koncertní album americké popové zpěvačky a skladatelky Demi Lovato. Vyšlo 10. listopadu 2009 v USA exkluzivně od Wal-Martu za 9 dolarů. Nahráno bylo 26. května 2009 v Centerstaging v Burbanku v Kalifornii. Její vystoupení bylo nahráno před tím, než odešla do Jižní Ameriky kvůli náskoku na Jonas Brothers World Tour 2009. Live: Walmart Soundcheck CD + DVD je uveden od Degree Girl.

## Seznam skladeb

### Disk 1
1. Don't Forget
2. Get Back
3. Here We Go Again
4. La La Land
5. Remember December
6. Solo

### Disk 2 (DVD) (Živá vystoupení)
1. Don't Forget
2. Get Back
3. Here We Go Again
4. La La Land
5. Remember December
6. Solo
7. Exkluzivně všechny vybrané rozhovory

- DVD běží přibližně 25 minut celkem.